# جون ألدن (مهندس)
جون ألدن (بالإنجليزية: John Alden) هو مهندس أمريكي، ولد في 1884 في تروي في الولايات المتحدة، وتوفي في 1962 في فلوريدا في الولايات المتحدة.